# چم‌کبود (آبدانان)
چم‌کبود، روستایی از توابع دهستان چم‌کبود در بخش مرکزی شهرستان آبدانان استان ایلام ایران است.
براساس سرشماری سال ۱۳۸۵ جمعیت آن ۱۰۵۴ نفر (۲۱۳ خانوار) بوده‌است.

## مردم
مردمان این دیار به زبان های لری و لکی سخن می گویند. و از طایفه های کولیوند و باپیروندو حسنوند می باشند . 